# كيمي كراوفورد
كاميران «كيمي» كروفورد (بالإنجليزية: Kamie Crawford)‏ (مواليد 25 أكتوبر 1992) ممثلة أميركية، مقدمة تلفزيونية، وملكة جمال التي توجت بمسابقة ملكة جمال مراهقات الولايات المتحدة الأمريكية 2010 في 24 يوليو 2010 في منتجع أتلانتس باراديس آيلاند في جزر الباهاما، عن تتويجها فازت كروفورد بمنحة دراسية بقيمة 100000 دولار ، ورحلات ، وملابس ، وحصلت على شقة في مدينة نيويورك مع حاملات اللقب الآخريات زيمينا نافاريتي ، ملكة جمال الكون وريما فقيه ، ملكة جمال الولايات المتحدة الأمريكية لمدة عام.